# Порез на браду
Порез на браду је један од неколико пореза наметнутих кроз историју мушкарцима који су носили браду.

## У Енглеској
Краљ Хенри VIII, који је такође носио браду, 1535. године је увео порез на браду. Порез је имао неколико категорија, у зависности од друштвеног положаја мушкарца који носи браду. Његова кћерка, Елизабета I, поново је увела порез на браду, који се односио на све браде старије од двије недјеље. 

## У Русији
Цар Петар I је 1705. године увео порез на браду. Мушкарци који плате порез били су обавезни да носе бакарну или сребрну кованицу на којој је поред двоглавог руског орла с једне стране писало „Порез плаћен“, а са друге „Брада је непотребан терет“. Они који су одбијали да плате порез су били присиљени да се обрију на јавном мјесту.